# Misled by Certainty
Albums de Cephalic Carnage
Xenosapien
(2007)
Misled by Certainty (littéralement Trompé par la Certitude) est le sixième album studio du groupe de deathgrind américain Cephalic Carnage sorti le 31 août 2010 en Amérique du Nord et le 6 septembre 2010 dans le reste du monde.
L'album s'est vendu à 1300 copies la semaine de sa sortie, ce qui lui a permis d'accéder à la 24e place du Billboard Heatseekers.
C'est le premier album du groupe avec le guitariste Brian Hopp.

## Liste des titres
| No  | Titre                                | Durée |
| --- | ------------------------------------ | ----- |
| 1.  | The Incorrigible Flame               | 4:30  |
| 2.  | Warbots A.M.                         | 4:38  |
| 3.  | Abraxas of Filth                     | 3:44  |
| 4.  | Pure Horses                          | 0:37  |
| 5.  | Cordyceps Humanis                    | 5:05  |
| 6.  | Raped by an Orb                      | 4:14  |
| 7.  | P.G.A.D.                             | 0:34  |
| 8.  | Dimensional Modulation Transmography | 5:04  |
| 9.  | Ohrwurm                              | 4:56  |
| 10. | When I Arrive                        | 3:08  |
| 11. | A King and a Thief                   | 2:45  |
| 12. | Power and Force                      | 1:38  |
| 13. | Repangaea                            | 12:11 |
| 14. | Aeyeucgh!                            | 0:31  |

| 15. | Grindcore Blastbeat Blues | 2:28 |

Un clip vidéo est sorti pour le morceau The Incorrigible Flame au début du mois d'août 2010.
Un autre clip est sorti pour Ohrwurm en septembre 2010. Ce clip a été identifié sur YouTube comme potentiellement offensant ou choquant et n'est pas disponible sur la chaîne officielle de Relapse. Il est pourtant disponible sur leur chaîne Vimeo.

## Composition du groupe
- Leonard "Lenzig" Leal - Chant.
- John Merryman - Batterie.
- Steve Goldberg - Guitare.
- Brian Hopp - Guitare.
- Nick Schendzielos - Basse et chœurs.

## Musiciens additionnels
sur Warbots A.M.
- Dave Otero - Chant.

sur Abraxas of Filth
- Travis Ryan (Cattle Decapitation) - Chant et percussions.
- Adam Baxter - Chant.
- Chris von Cleave - Chant.
- Donovan Breazeale - Chant.
- Jaime Zamora - Chant.
- Joey Mcdougal - Chant.
- Joseph Howard - Chant.
- Jovin - Chant.
- Keith Sanchez - Chant.
- Ross Dolan (Immolation) - Chant.
- Steve Boiser - Chant.
- Pat Hanson - Claviers.

sur Cordyceps Humanis
- Sherwood Webber (Skinless) - Chant.
- Pat Hanson - Claviers.

sur Raped by an Orb
- Zac Jefferson - Chant.

sur P.G.A.D.
- Blaine Cartwright (Nashville Pussy) - Chant.
- Keith Sanchez - Chant.

sur Ohrwurm
- Bruce Lamont (Yakuza) - Saxophone.

sur When I Arrive
- Travis Ryan (Cattle Decapitation) - Chant.

sur Power and Force
- Alex Camargo (Krisiun) - Chant.

sur Repangaea
- Bruce Lamont (Yakuza) - Chant et saxophone.
- Katherine Rosser - Chant.
- Pat Hanson - Claviers.

## Membres additionnels
- Dave Otero - Production, ingénieur du son, mastering et mixage audio.
- Jeff Dunne - Édition.
- Matt Pike - Enregistrements.
- Marco Walzel - Enregistrements.
- Derek Brewer - Management.
- Orion Landau - Artwork et design[13].